# Sebastián Viáfara
Sebastián Viáfara (Jamundí, Valle del Cauca, Colombia; 2 de abril de 1991) es un futbolista colombiano. Juega de defensor.

## Selección nacional
Viáfara fue convocado para jugar el Campeonato Sudamericano Sub-20 de 2011 disputado en Perú. En dicho certamen Colombia integró el Grupo B con Brasil, Ecuador, Paraguay y Bolivia. Sebastián debutó el primer partido. En el campeonato la selección finalizó tercera.

### Participaciones en torneos internacionales
| Campeonato                  | Sede | Resultado  |
| --------------------------- | ---- | ---------- |
| Sudamericano Sub-20 de 2011 | Perú | Fase final |

## Clubes y estadísticas
| Club                     | País     | Año         |
| ------------------------ | -------- | ----------- |
| Independiente Medellín   | Colombia | 2009        |
| Deportes Quindío         | Colombia | 2009 - 2011 |
| Universitario de Popayán | Colombia | 2012 - 2013 |
| Deportes Quindío         | Colombia | 2013        |
| Universitario de Popayán | Colombia | 2014        |
| América de Cali          | Colombia | 2014 - 2016 |
| Unión Magdalena          | Colombia | 2017        |